# Avoca (Wisconsin)
Avoca és una població dels Estats Units a l'estat de Wisconsin. Segons el cens del 2000 tenia 608 habitants.

## Demografia
Segons el cens del 2000, Avoca tenia 608 habitants, 257 habitatges, i 159 famílies. La densitat de població era de 103,4 habitants per km².
Dels 257 habitatges en un 29,2% hi vivien nens de menys de 18 anys, en un 43,2% hi vivien parelles casades, en un 13,2% dones solteres, i en un 38,1% no eren unitats familiars. En el 32,3% dels habitatges hi vivien persones soles el 15,6% de les quals corresponia a persones de 65 anys o més que vivien soles. El nombre mitjà de persones vivint en cada habitatge era de 2,37 i el nombre mitjà de persones que vivien en cada família era de 2,99.
Per edats la població es repartia de la següent manera: un 25,2% tenia menys de 18 anys, un 7,9% entre 18 i 24, un 27,6% entre 25 i 44, un 22,5% de 45 a 60 i un 16,8% 65 anys o més.
L'edat mediana era de 37 anys. Per cada 100 dones de 18 o més anys hi havia 92,8 homes.
La renda mediana per habitatge era de 28.625 $ i la renda mediana per família de 31.786 $. Els homes tenien una renda mediana de 25.795 $ mentre que les dones 21.750 $. La renda per capita de la població era de 16.758 $. Aproximadament el 12,2% de les famílies i el 17,3% de la població estaven per davall del llindar de pobresa.

## Poblacions més properes
El següent diagrama mostra les poblacions més properes.